# The Lure of Heart's Desire
The Lure of Heart's Desire er en amerikansk stumfilm fra 1916 af Francis J. Grandon.

## Medvirkende
- Edmund Breese som Jim Carew.
- Arthur Hoops som Thomas Martin.
- John Mahon som Jake.
- Jeanette Horton som Ethel Wynndham.
- Evelyn Brent som Snowbird.